# Jacob do Bandolim
Jacob Pick Bittencourt, mais conhecido como Jacob do Bandolim (Rio de Janeiro, 14 de fevereiro de 1918 – Rio de Janeiro, 13 de agosto de 1969), foi um músico, compositor e bandolinista brasileiro de choro.
Jacob do Bandolim foi um dos grandes músicos do choro, modernizando o estilo com a introdução de outros instrumentos não usuais no gênero, como  o sanfona e o vibrafone. São de sua autoria clássicos do choro como Vibrações, Doce de Coco, Noites Cariocas, Assanhado e Receita de Samba. Alcançou popularidade ao montar o conjunto Época de Ouro no início da década de 60, que permanece em atividade até hoje.

## Biografia
Jacob nasceu na capital fluminense, em 1918. Era filho do capixaba Francisco Gomes Bittencourt e da judia polonesa Raquel Pick, nascida na cidade de Łódź. Morou durante a infância no bairro da Lapa, à Rua Joaquim Silva, 97, no Rio de Janeiro.
Sua mãe (Raquel ou Rachel) fazia parte do grupo apelidado de "as polacas", constituído por mulheres de origem geralmente polonesa – ou de regiões vizinhas da Europa – traficadas para países da América a fim de trabalharem como prostitutas. Raquel Pick (pronuncia-se "Pitsk") desempenhou papel importante entre as polacas, tendo atuado para que essas mulheres tivessem apoio mútuo em vida e para que fossem enterradas de maneira digna e conforme os rituais judaicos, no Cemitério de Inhaúma. No grupo, Rachel usava o nome de guerra de Regina, o que é confirmado pelo depoimento de Sérgio Bittencourt, filho de Jacob.
Morava em uma casa avarandada com jardim, em Jacarepaguá (Rio de Janeiro), entre rodas de choro e grandes amigos chorões. Apesar de não ser um entusiasta do carnaval, gostava do frevo. Estudou em escolas tradicionais, como no Colégio Cruzeiro (escola referencial da comunidade alemã) e no Colégio Anglo-Americano. Fez o CPOR e  trabalhou no arquivo do Ministério da Guerra, quando já tocava bandolim. Por fim, Jacob fez carreira como serventuário da justiça no Rio de janeiro, tendo sido escrivão de uma das varas criminais da capital.
Entre seus ídolos estavam Almirante, Orestes Barbosa, Noel Rosa, Nonô (pianista, tio de Ciro Monteiro e parente do cantor Cauby Peixoto), Bonfiglio de Oliveira, Pixinguinha, Ernesto Nazareth, Sinhô, Paulo Tapajós, João Pernambuco, Capiba e Luiz Vieira.
Em 1968 foi realizado um espetáculo no Teatro João Caetano (Rio de Janeiro) em benefício do Museu da Imagem e do Som do Rio de Janeiro. Com Jacob do Bandolim, a Divina Elizeth Cardoso, Zimbo Trio e o Época de Ouro. A apresentação de Jacob tocando a música Chega de Saudade (Tom Jobim/Vinicius de Moraes) foi antológica. Foi lançado álbum com dois longplays (LP) da gravação original do espetáculo, em edição limitada.
Teve um casal de filhos, sendo um deles o jornalista (O Globo, Última Hora) e compositor Sérgio Bittencourt, que era hemofílico e faleceu com apenas 38 anos, em 1979. Sua filha, Elena Bittencourt, cirurgiã dentista, fundou e presidiu o Instituto Jacob do Bandolim; faleceu em 2011, por problemas cardíacos.
Jacob do Bandolim passou sua última tarde no bairro de Ramos, em visita a seu amigo, o compositor Pixinguinha. Ao chegar à varanda da sua casa, cansado e esbaforido, caiu nos braços de sua esposa, Adília, já sem vida.

## Início da carreira

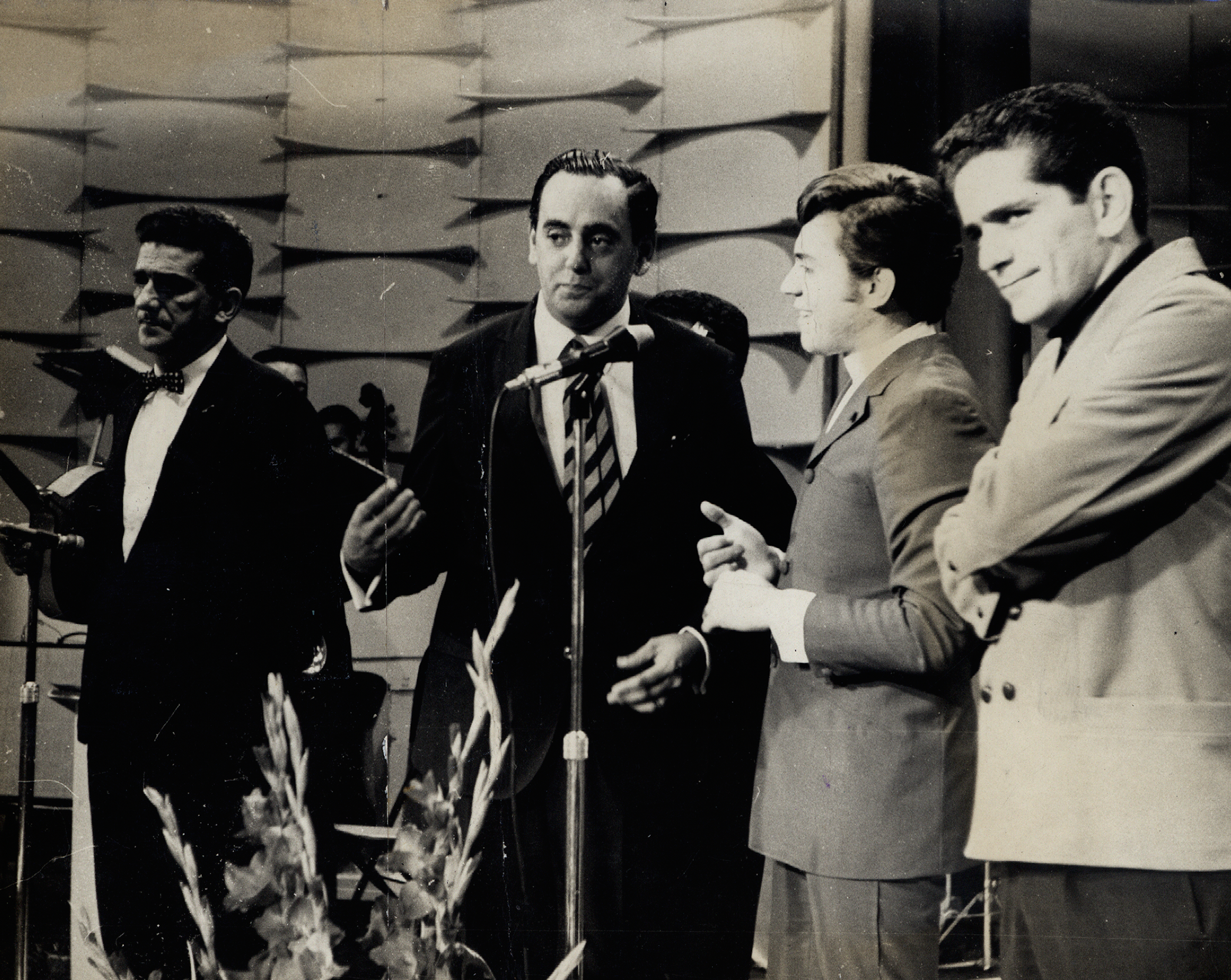
Da esquerda para direita: Jacob do Bandolim, Flávio Cavalcanti, Taiguara e Sérgio Bittencourt (década de 1960)

Alguns mencionam que, quando criança, no bairro da Lapa, Jacob ouvia um vizinho francês e cego tocar violino. Este acabou por ser, aos 12 anos de idade, seu primeiro instrumento, presenteado por sua mãe. Apesar de ser algo que Jacob viria a ocultar durante toda a vida, sua mãe era uma "polaca", judia polonesa que teria sido trazida ao Brasil no início do século XX para trabalhar como prostituta. Por não se adaptar ao arco do violino, Jacob começou a tocá-lo usando grampos de cabelo. Pouco depois ele ganhou seu primeiro bandolim, um modelo de cuia, napolitano.
Jacob não teve professor, sempre foi autodidata. Treinava repetindo os trechos de músicas que ouvia em casa e na rua. Com 13 anos ouviu seu primeiro choro, tocado no prédio em frente a sua casa. A música era É Do Que Há, composta por Luiz Americano. Em 20 de dezembro de 1933, se apresentou pela primeira vez na Rádio Guanabara, ainda como amador, com o conjunto Sereno, formado por amigos. Tocaram o choro Aguenta Calunga, de autoria de Atilio Grany. Jacob, que nessa época ainda tocava de ouvido, não gostou de seu desempenho e decidiu praticar ainda mais.
Em 1934, Jacob se apresentou ao violão no Programa Horas Luzo-Brasileiras, na Rádio Educadora do Brasil e no Clube Ginástico Português, acompanhando o violonista Antonio Rodrigues e os cantores de fado Ramiro D'Oliveira e Esmeralda Ferreira. A fase fadista não durou muito.
Ao se decidir pelo bandolim como instrumento Jacob iniciou sua carreira no rádio em 17 de maio de 1934, no Programa dos Novos, na Rádio Guanabara. O programa contava com um júri composto por, dentre outros, Orestes Barbosa, Francisco Alves e Benedito Lacerda. Jacob, que havia entrado no concurso sem pretensões profissionais, saiu vencedor, disputando com outros 28 concorrentes e recebendo nota máxima do júri.

### Carreira no rádio
Com a vitória no concurso da Rádio Guanabara, Jacob foi chamado para revezar, com o já consagrado conjunto de Benedito Lacerda, o Gente do Morro, no acompanhamento dos grandes artistas da época, entre eles, Noel Rosa, Augusto Calheiros, Ataulfo Alves, Carlos Galhardo e Lamartine Babo. Seu conjunto passou a se chamar então "Jacob e sua gente" e era formado por Osmar Menezes e Valério Farias "Roxinho" nos violões, Carlos Gil no cavaquinho, Manoel Gil no pandeiro e Natalino Gil no ritmo.
Com o sucesso na Rádio Guanabara Jacob passou a ser presença comum nos programas de rádio. Ganhava cache se apresentando em diversas rádios, como Rádio Cajuti, Rádio Fluminense, Rádio Transmissora (atual Rádio Globo, Rádio Mayrink Veiga, onde atuava no Programa do Casé, e na Rádio Ipanema, que virou Rádio Mauá e onde Jacob ganhou um programa só seu.

## Morte
Jacob morreu em 13 de agosto de 1969, aos 51 anos, tendo sofrido um infarto cardíaco nos braços da esposa Adylia. Ele voltava da casa de Pixinguinha, onde tinha começado a planejar um novo disco. Foi sepultado no Cemitério do Caju.

## Discografia

### Em 78 RPM (10 pol)
| Data | Gravadora   | Faixa - Estilo (Compositor)                                                                       |
| ---- | ----------- | ------------------------------------------------------------------------------------------------- |
| 1947 | Continental | Treme-Treme - choro (Jacob) / Glória - valsa (Bonfiglio de Oliveira)                              |
| 1948 | Continental | Salões Imperiais - valsa (Jacob) / Flamengo - choro (Bonfiglio de Oliveira)                       |
| 1948 | Continental | Remelexo - choro (Jacob) / Feia - valsa (Jacob)                                                   |
| 1949 | RCA Victor  | Despertar da Montanha - tango (Eduardo Souto) / Língua de preto - choro (Honorino Lopes)          |
| 1949 | Continental | Cabuloso - choro (Jacob) / Flor amorosa - choro (Joaquim A. S. Callado)                           |
| 1949 | RCA Victor  | Flor do Abacate - choro (Álvaro Sandim) / Dolente - choro (Jacob)                                 |
| 1950 | RCA Victor  | Choro de Varanda - choro (Jacob) / Teu beijo - choro (Mário Alves)                                |
| 1950 | RCA Victor  | Saudações - choro (Otávio Dias Moura) / Graúna - choro (João Pernambuco)                          |
| 1950 | RCA Victor  | Mexidinha - polca (Jacob) / Teu Aniversário - choro (Pixinguinha)                                 |
| 1950 | RCA Victor  | Simplicidade - choro (Jacob) / Bonicrates de Muletas - choro (Biliano de Oliveira)                |
| 1950 | RCA Victor  | Numa Seresta - choro (Luiz Americano) / Encantamento - valsa (Jacob)                              |
| 1950 | RCA Victor  | Pé de Moleque - choro (Jacob) / Sorrir Dormindo - valsa (Juca Kalut)                              |
| 1951 | RCA Victor  | Bole-Bole - samba (Jacob) / Nostalgia - choro (Jacob)                                             |
| 1951 | RCA Victor  | Elza - valsa (A. F. Conceição - Xavier Pinheiro) / Vascaíno - choro (Jacob)                       |
| 1951 | RCA Victor  | Lamentos - choro (Pixinguinha) / Siri Tá no Pau - polca (Miguel A. Vasconcelos)                   |
| 1951 | RCA Victor  | Vale Tudo - partido alto (Jacob) / Cristal - choro (Jacob)                                        |
| 1951 | RCA Victor  | Mar de Espanha - valsa (Bonfíglio de Oliveira - Rogério Guimarães) / Doce de Coco - choro (Jacob) |
| 1952 | RCA Victor  | Forró de Gala - coquinho (Jacob) / Biruta - partido alto (Jacob)                                  |
| 1952 | RCA Victor  | Migalhas de Amor - choro (Jacob) / Gostosinho - choro (Jacob)                                     |
| 1952 | RCA Victor  | Saxofone, porque Choras? - choro (Severino Rangel “Ratinho”) / Eu e Você - choro (Jacob)          |
| 1952 | RCA Victor  | Nenê - tango (Ernesto Nazareth) / Confidências – valsa (Ernersto Nazareth)                        |
| 1952 | RCA Victor  | Tenebroso - tango (Ernersto Nazareth) / Faceira - valsa (Ernersto Nazareth)                       |
| 1952 | RCA Victor  | Turbilhão de Beijos - valsa (Ernersto Nazareth) / Atlântico - tango (Ernersto Nazareth)           |
| 1952 | RCA Victor  | Odeon - tango (Ernersto Nazareth) / Saudade – valsa (Ernersto Nazareth)                           |
| 1953 | RCA Victor  | Sapeca - frevo (Jacob) / Sai do Caminho - frevo (Jacob)                                           |
| 1953 | RCA Victor  | Brotinho - baião (Sergio Bittencourt) / Rapaziada do Brás - valsa (Alberto Marino)                |
| 1953 | RCA Victor  | Entre mil, ...você ! - choro (Jacob) / Pardal embriagado - choro (Patrocínio Gomes)               |
| 1953 | RCA Victor  | Tatibitate - choro (Jacob) / Por que Sonhar? - choro (Jacob)                                      |
| 1953 | RCA Victor  | Nosso Romance - choro (Jacob) / Reminiscências - choro (Jacob)                                    |
| 1954 | RCA Victor  | Feitiço - choro (Jacob) / Vidinha Boa - mazurca (Jacob)                                           |
| 1954 | RCA Victor  | Santa Morena - valsa (Jacob) com orquestra / Saudade - samba canção (Jacob)                       |
| 1954 | RCA Victor  | Bola Preta - choro (Jacob) / Saliente - choro (Jacob)                                             |
| 1955 | RCA Victor  | Nego Frajola - samba (Jacob) / Mimosa - polca (Jacob)                                             |
| 1955 | RCA Victor  | Sempre Teu - choro (Jacob) / Um a Zero - choro (Pixinguinha - Benedito Lacerda)                   |
| 1955 | RCA Victor  | Benzinho - choro (Jacob) / Ciumento - choro (Jacob)                                               |
| 1955 | RCA Victor  | Alvorada - choro (Jacob) / Meu Segredo - choro (Jacob)                                            |
| 1956 | RCA Victor  | Buscapé - frevo (Jacob) / Pimenta no Salão - frevo (Jacob)                                        |
| 1956 | RCA Victor  | André do Sapato Novo - choro (André Vítor Corrêa) / Carícia - choro (Jacob)                       |
| 1956 | RCA Victor  | Agüenta, seu Fulgêncio - choro (Lourenço Lamartine) / Serenata no Joá - choro (Radamés Gnattali)  |
| 1956 | RCA Victor  | Só Tu Não Sentes - valsa (José Francisco Costa “Costinha”) / Flor do Mal - valsa (Santos Coelho)  |
| 1956 | RCA Victor  | Revendo o Passado - valsa (Freire Junior) / Alma Brasileira - valsa (Fernando Magalhães)          |
| 1956 | RCA Victor  | De Limoeiro à Mossoró - ponteado (Jacob) / Diabinho Maluco - choro (Jacob)                        |
| 1956 | RCA Victor  | Tira Poeira - choro (Sátiro Bilhar) / Amapá - (Juca Storoni)                                      |
| 1957 | RCA Victor  | Isto é Nosso - choro (Jacob) / Noites Cariocas - choro (Jacob)                                    |
| 1957 | RCA Victor  | Sofres Porque Queres - choro (Pixinguinha) / Cochichando - choro (Pixinguinha)                    |
| 1958 | RCA Victor  | Implicante - choro (Jacob) / Mágoas - choro (Jacob)                                               |
| 1959 | RCA Victor  | Fubá - maxixe (Romeo Silva) / Velhos Tempos - choro (Jacob)                                       |
| 1960 | RCA Victor  | Parati Dançante - choro (Eduardo Souto) / Chorando - choro (Ary Barroso)                          |
| 1960 | RCA Victor  | Gostosinho - choro (Jacob) / Simplicidade - choro (Jacob)                                         |
| 1961 | RCA Victor  | Assanhado - samba (Jacob) / Não me Toques - choro (Zequinha de Abreu)                             |
| 1962 | RCA Victor  | Um Bandolim na Escola - samba (Jacob) / Falta-me Você - choro (Jacob)                             |

### Em 45 RPM (7 pol)
Compactos Simples (todos são reedições) 
| Data | Gravadora | Faixa - Estilo (Compositor)                                                                      |
| ---- | --------- | ------------------------------------------------------------------------------------------------ |
| 1953 | --        | Vale tudo - partido alto (Jacob) / Doce de Coco - choro (Jacob)                                  |
| 1956 | --        | Revendo o Passado - valsa (Freire Junior) / Alma Brasileira - valsa (Fernando Magalhães)         |
| 1956 | --        | Agüenta, seu Fulgêncio - choro (Lourenço Lamartine) / Serenata no Joá - choro (Radamés Gnattali) |
| 1957 | --        | Isto é Nosso - choro (Jacob) / Noites cariocas - choro (Jacob)                                   |
| 1958 | --        | Sofres Porque Queres - choro (Pixinguinha) / Cochichando - choro (Pixinguinha)                   |

### Em 33 RPM
Compacto Duplo (7 pol) 
| Data | Gravadora  | Faixa - Estilo (Compositor)                                                                               |
| ---- | ---------- | --- |
| 1964 | RCA Victor | Assanhado - samba (Jacob) Obs.: reedição do 78 rpm nº 80.2339 / Não me Toques - choro (Zequinha de Abreu) |

Long Play (10/12 pol)
| Data | Gravadora  | Album                                                                    |
| ---- | ---------- | ------------------------------------------------------------------------ |
| 1955 | RCA Victor | Jacob Revive Músicas de Ernesto Nazaré                                   |
| 1956 | RCA Victor | Valsas Evocativas                                                        |
| 1956 | RCA Victor | Eles Tocam Assim                                                         |
| 1957 | RCA Victor | Jubileu Herivelto Martins                                                |
| 1957 | RCA Victor | Vinte Anos da Nacional                                                   |
| 1957 | RCA Victor | Frevos - Vol. 2                                                          |
| 1957 | RCA Victor | Choros Evocativos                                                        |
| 1959 | RCA Victor | Época de Ouro                                                            |
| 1960 | RCA Victor | Na Roda de Choro                                                         |
| 1960 | RCA Victor | Valsas Brasileiras de Antigamente                                        |
| 1961 | RCA Victor | Chorinhos e Chorões                                                      |
| 1962 | RCA Victor | Primas e Bordões                                                         |
| 1962 | RCA Victor | Valsas e Choros Evocativos                                               |
| 1963 | RCA Victor | Jacob Revive Sambas para Você Cantar                                     |
| 1964 | CBS        | Retratos                                                                 |
| 1966 | RCA Camden | Assanhado                                                                |
| 1967 | RCA Camden | Era de Ouro                                                              |
| 1967 | RCA Victor | Vibrações                                                                |
| 1968 | Selo MIS   | Pixinguinha 70                                                           |
| 1968 | Selo MIS   | Elizeth Cardoso, Jacob do Bandolim, Zimbo Trio e Época de Ouro - Vol. II |
| 1968 | Selo MIS   | Elizeth Cardoso, Jacob do Bandolim, Zimbo Trio e Época de Ouro - Vol. I  |
| 1968 | RCA Victor | Isto é Nosso                                                             |

Gravações lançadas após o falecimento de Jacob
| Data | Gravadora           | Album                                                                     |
| ---- | ------------------- | ------------------------------------------------------------------------- |
| 1969 | RCA Victor          | Avena de Castro Relembra Jacob Bittencourt                                |
| 1971 | RCA Camden          | Os Saraus de Jacob                                                        |
| 1972 | RCA Camden          | Alfredo da Rocha Vianna - Pixinguinha                                     |
| 1974 | Continental         | Jacob do Bandolim e Waldir Azevedo - Série Ídolos da MPB                  |
| 1975 | RCA Camden          | Ao Mestre Jacob do Bandolim com Saudade- série Disco de Ouro              |
| 1976 | Abril Cultural      | Pixinguinha – História da Musica Popular Brasileira                       |
| 1976 | --                  | Chorada, Chorões e Chorinhos                                              |
| 1977 | Selo MIS            | Elizeth Cardoso, Jacob do Bandolim, Zimbo Trio e Época de Ouro - Vol. III |
| 1978 | RCA                 | Do Arquivo do Jacob                                                       |
| 1978 | Abril Cultural      | Jacob do Bandolim e o Choro - Coleção Nova História da MPB                |
| 1978 | Continental         | Os Grandes instrumentistas da MPB - Serie Destaque nº 9 (reedições)       |
| 1979 | RCA                 | 10 Anos de Saudades - Jacob do Bandolim - Série Documento                 |
| 1981 | RCA Camden          | Valsas Brasileiras                                                        |
| 1986 | RCA                 | Viva Jacob                                                                |
| 1989 | Gravadora Revivendo | Chorando                                                                  |
| 1989 | RCA/BMG             | Elizeth Cardoso, Jacob do Bandolim, Zimbo Trio e Épóca de Ouro            |

### Em CD
| Data | Gravadora                     | Album |
| ---- | ----------------------------- | --- |
| 1989 | RCA / BMG Ariola              | Elizeth Cardoso, Jacob do Bandolim, Zimbo Trio & Conjunto Época de Ouro                                          |
| 1991 | Acoustic Disc                 | Jacob do Bandolim - Mandolim Master of Brazil - VOL.I - EUA                                                      |
| 1989 | RCA / BMG Ariola              | Vibrações - Jacob e Seu Conjunto Época de Ouro                                                                   |
| 1990 | Columbia / Sony Music         | 'Retratos' - Jacob e seu bandolim com Radames Gnatalli e orquestra                                               |
| 1993 | BMG/RCA                       | Jacob in Memorian                                                                                                |
| 1993 | RCA/BMG ARIOLA                | Jacob do Bandolim - Acervo Especial                                                                              |
| 1994 | Tartaruga Co. LTD. J          | Elizeth Cardoso, Jacob do Bandolim, Zimbo Trio e Época de Ouro - Vol. I                                          |
| 1994 | Tartaruga Co. LTD. J          | Elizeth Cardoso, Jacob do Bandolim, Zimbo Trio e Época de Ouro - Vol. II                                         |
| 1991 | Acoustic Disc                 | Jacob do Bandolim - Mandolim Master of Brazil - VOL.II - EUA                                                     |
| 1994 | Tartaruga Co. LTD. J          | Prólogo - Vivendo no Jacob                                                                                       |
| 1995 | Acoustic Disc                 | 100% Handmade Music Volume 2 Diversos solistas                                                                   |
| 1997 | Selo MEC                      | Jacob - Choros, Valsas, Tangos e Polcas                                                                          |
| 1997 | Gravadora ROB DIGITA          | PIXINGUINHA 70                                                                                                   |
| 2000 | Som Livre                     | AGO PIXINGUINHA!                                                                                                 |
| 2000 | Warner Music Brasil           | JACOB DO BANDOLIM e ÉPOCA DE OURO - Coleção Enciclopédia Musical Brasileira                                      |
| 2000 | Revivendo                     | Vê se Gostas - Ademilde Fonseca/Jacob do Bandolim/Waldir Azevedo                                                 |
| 2000 | BMG                           | Jacob do Bandolim - Gravações Originais - Vol. I                                                                 |
| 2000 | BMG                           | Jacob do Bandolim - Gravações Originais - Vol. II                                                                |
| 2000 | BMG                           | Jacob do Bandolim - Gravações Originais - Vol. III                                                               |
| 2001 | Selo MIS                      | Sem Jacob, Com Jacob                                                                                             |
| 2001 | Selo MIS                      | 500 Anos de Música Popular Brasileira                                                                            |
| 2001 | Universal Records             | Gontiti Recomends Choro                                                                                          |
| 2002 | Warner                        | Clube dos Chorões - Diversos interpretes                                                                         |
| 2003 | Grav. Fremeaux - Fra          | Choro Anthologie (1906-1947) (Antologia do Choro) - Livreto com 2 Cds - 23 fotos                                 |
| 2004 | Biscoito Fino                 | Faxineira das canções - Caixa com 04 cds com gravações de Elizeth Cardoso, produzida por Hermínio B. de Carvalho |
| 2005 | Paris Jazz Corner Productions | Doce de Coco |

## Composições
| Composição                       | Editora         |
| -------------------------------- | --------------- |
| A ginga do Mané                  | BMG /ADDAF      |
| Agüenta Seu Fulgêncio            | BMG /ADDAF      |
| Alvorada                         | BMG /ADDAF      |
| Ao Som dos Violões               | BMG /ADDAF      |
| Assanhado                        | BMG /ADDAF      |
| Baboseira                        | BMG /ADDAF      |
| Benzinho                         | BMG /ADDAF      |
| Biruta                           | FERMATA         |
| Boas Vidas                       | BMG /ADDAF      |
| Bola preta                       | BMG /ADDAF      |
| Bole-bole                        | FERMATA         |
| Bonicrates de muleta             | ADDAF           |
| Buscapé                          | WARNER CHAPPELL |
| Cabuloso                         | ADDAF           |
| Carícia                          | BMG /ADDAF      |
| Chinelo velho                    | BMG /ADDAF      |
| Chorinho na Praia                | BMG /ADDAF      |
| Choro de varanda                 | ADDAF           |
| Chuva                            | BMG /ADDAF      |
| Ciumento                         | BMG /ADDAF      |
| Cristal                          | FERMATA         |
| De coração a coração             | ADDAF           |
| De Limoeiro à Mossoró            | BMG /ADDAF      |
| Diabinho maluco                  | BMG /ADDAF      |
| Doce de coco                     | FERMATA         |
| Dolente                          | WARNER CHAPPELL |
| Elena                            | BMG /ADDAF      |
| Encantamento                     | WARNER CHAPPELL |
| Entre mil, ...você!              | BMG /ADDAF      |
| Escravo                          | BMG /ADDAF      |
| Eu e você                        | FERMATA         |
| Falta-me você                    | BMG /ADDAF      |
| Feia                             | ADDAF           |
| Feitiço (choro)                  | BMG /ADDAF      |
| Feitiço (valsa)                  | BMG /ADDAF      |
| Foi numa festa                   | BMG /ADDAF      |
| Forró de gala                    | FERMATA         |
| Gostosinho                       | FERMATA         |
| Há nos olhos teus paisagem linda | BMG /ADDAF      |
| Heróica                          | BMG /ADDAF      |
| Horas vagas                      | BMG /ADDAF      |
| Implicante                       | BMG /ADDAF      |
| Inocência                        | BMG /ADDAF      |
| Isto é nosso                     | BMG /ADDAF      |
| Jamais                           | ADDAF           |
| Jeitoso                          | BMG /ADDAF      |
| La duchese                       | BMG /ADDAF      |
| Luar no Arpoador                 | BMG /ADDAF      |
| Mágoas                           | BMG /ADDAF      |
| Meu Lamento                      | ADDAF           |
| Meu segredo                      | BMG /ADDAF      |
| Meu viveiro                      | BMG /ADDAF      |
| Mexidinha                        | WARNER CHAPPELL |
| Migalhas de amor                 | FERMATA         |
| Mimosa                           | BMG /ADDAF      |
| Nego frajola                     | BMG /ADDAF      |
| No jardim                        | BMG /ADDAF      |
| No Retiro do João                | BMG /ADDAF      |
| No teatro d'alma                 | BMG /ADDAF      |
| Noite sem fim                    | BMG /ADDAF      |
| Noites Cariocas                  | IRMÃOS VITALLE  |
| Nosso romance                    | WARNER CHAPPELL |
| Nostalgia                        | FERMATA         |
| Nostálgico                       | BMG             |
| O tombo do Patrocínio            | BMG /ADDAF      |
| O vôo da mosca                   | BMG /ADDAF      |
| Orgulhoso                        | BMG /ADDAF      |
| Para encher tempo                | BMG /ADDAF      |
| Para eu ser feliz                | ADDAF           |
| Pateck Cebola                    | BMG /ADDAF      |
| Pé de moleque                    | ADDAF           |
| Pérolas                          | BMG /ADDAF      |
| Pimenta no salão                 | BMG /ADDAF      |
| Por que sonhar?                  | WARNER CHAPPELL |
| Pra Você                         | ADDAF           |
| Primas e Bordões                 | BMG/ADDAF       |
| Primavera                        | BMG /ADDAF      |
| Quebrando o galho                | BMG /ADDAF      |
| Receita de Samba                 | BMG /ADDAF      |
| Remeleixo                        | ADDAF           |
| Reminiscências                   | WARNER CHAPPELL |
| Rua da Imperatriz                | BMG             |
| Sai do caminho                   | Fermata         |
| Saliente                         | BMG / ADDAF     |
| Salões imperiais                 | ADDAF           |
| Samba não é segredo              | Direto          |
| Santa Morena                     | BMG /ADDAF      |
| Sapeca                           | FERMATA         |
| Saracoteando                     | BMG /ADDAF      |
| Saudade                          | BMG             |
| Sempre teu                       | BMG /ADDAF      |
| Si alguém soffreu                | IRMÃOS VITALLE  |
| Simplicidade                     | WARNER CHAPPELL |
| Tatibitate                       | WARNER CHAPPELL |
| Ternura                          | ADDAF           |
| Tira poeira                      | BMG/ADDAF       |
| Toca pro pau                     | BMG             |
| Treme - Treme                    | ADDAF           |
| Um bandolim na escola            | BMG /ADDAF      |
| Vale tudo                        | FERMATA         |
| Vascaíno                         | FERMATA         |
| Velhos tempos                    | BMG /ADDAF      |
| Vibrações                        | BMG /ADDAF      |
| Vidinha boa                      | BMG /ADDAF      |